# Romero Rubio (métro de Mexico)
Romero Rubio est une station de la Ligne B du métro de Mexico, dans la délégation Venustiano Carranza.

## La station
La station ouverte en 1999, a pour emblème le buste de Manuel Romero Rubio, avocat qui fut secrétaire du gouvernement en 1884. La station est ainsi nommée en raison de la colonie voisine.